# Shuidun
Shuidun är en köping i sydöstra Kina. Den ligger i Zijin härad i staden Heyuan i provinsen Guangdong, omkring 220 kilometer öster om provinshuvudstaden Guangzhou. Antalet invånare är 17 431. Befolkningen består av 8 829 kvinnor och 8 602 män. Barn under 15 år utgör 29,0 %, vuxna 15-64 år 59 %, och äldre över 65 år 10,0 %.